# Katrin Gottschalk (Journalistin)

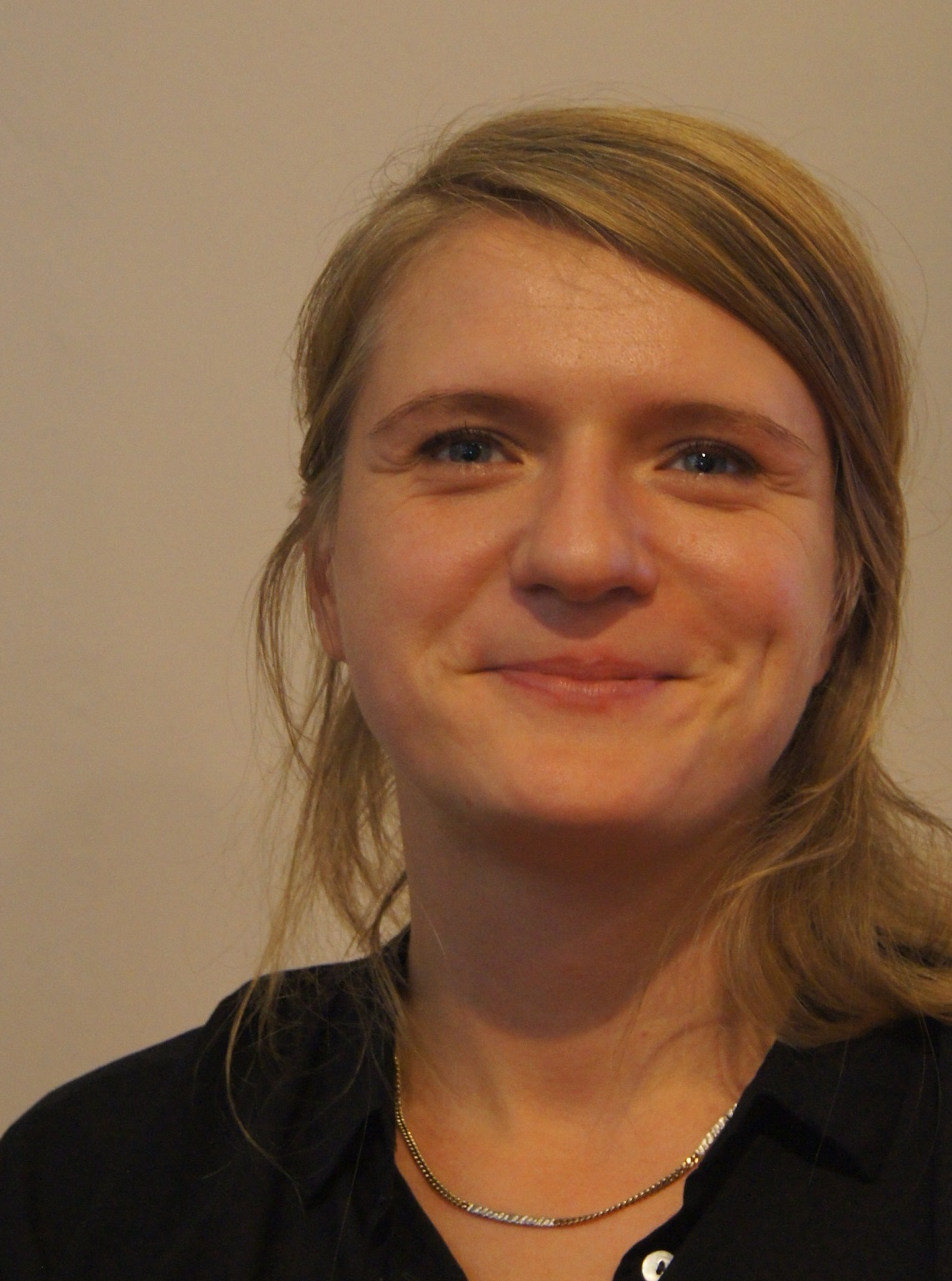
Katrin Gottschalk (2018)

Katrin Gottschalk (* 1985 in Dresden) ist eine deutsche Journalistin. Sie ist ehemalige Chefredakteurin des Missy Magazine und stellvertretende Chefredakteurin der Tageszeitung (taz).

## Leben und Wirken
Katrin Gottschalk studierte Kulturwissenschaften an der Europa-Universität Viadrina in Frankfurt (Oder) und Kulturjournalismus an der Universität der Künste Berlin. Ein Semester absolvierte sie an der Istanbuler Bilgi-Universität.
Eine der ersten beruflichen Stationen war für Gottschalk 2004 das Jugendmagazin Spiesser. 2011 begann sie als Online-Redakteurin beim Missy Magazine, einer feministischen Zeitschrift für Frauen, und baute dort die Internet-Ausgabe des Titels mit auf. Ihre Texte wurden unter anderem in der Frankfurter Rundschau, Spiegel Online, taz, DRadio Wissen und Tagesspiegel veröffentlicht.
An der Universität der Künste Berlin gab sie Schreibworkshops zu den Themen Popkultur, Gender und Medien.
Gottschalk beschäftigt sich mit Themen Gesellschaft, Kultur, Netzkultur, Politik und Soziale Gerechtigkeit, mit Geschlechterbildern in den Medien, der Frauenbewegung in der DDR und „faulen Frauen in der Popkultur“.
In ihrer Funktion als stellvertretende Chefredakteurin der taz liegt Gottschalks Verantwortungsschwerpunkt in der taz aktuell bei digitalen Projekten.
Gottschalk ist außerdem als Moderatorin tätig und hält Vorträge.

## Auszeichnungen
- 2024: gemeinsam mit Barbara Junge und Ulrike Winkelmann ausgezeichnet als Journalistinnen des Jahres in der Kategorie Chefredaktion national[13]